# 松平千佳
松平 千佳（まつだいら ちか）は、日本の福祉学者（ソーシャルワークの発達史と方法論・Hospital Playに関する分野・家族に対する支援に関する分野）。学位は社会学修士（佛教大学・1990年）。静岡県立大学短期大学部社会福祉学科准教授。

## 来歴

### 生い立ち
佛教教育学園が設置・運営する佛教大学の大学院に進学し、社会学研究科の社会福祉専攻にて学んだ。1990年（平成2年）3月、佛教大学の大学院における博士課程後期を満期退学した。なお、佛教大学からは社会学修士の学位を取得している。その後、イギリスに渡り、2010年（平成22年）2月にスコットランドのエディンバラ市に所在するスティーヴンソン中等学校に入学した。スティーヴンソン中等学校では、小児科に関する継続教育課程で学んだ。2011年（平成23年）1月、スティーヴンソン中等学校の継続教育課程を修了した。同年1月、ホスピタルプレイスペシャリストの資格を取得した。

### 福祉学者として
真宗大谷学園が設置・運営する九州大谷短期大学に採用され、幼児教育学科の講師を専任で務めることになった。なお、それ以外の教育・研究機関の役職も兼任していた。たとえば、桃山学院が設置・運営する桃山学院大学においては、社会学部の講師を非常勤で兼任した。社会学部においては、主として社会福祉学科の講義を担当した。
その後、県と同名の公立大学法人により設置・運営される静岡県立大学の短期大学部に転じ、社会福祉学科の講師に就任した。のちに、静岡県立大学の短期大学部にて、社会福祉学科の准教授に昇任した。

## 研究
専門は福祉学であり、特にソーシャルワークの発達史と方法論、ホスピタルプレイに関する分野、家族に対する支援に関する分野、といった分野について研究していた。具体的には、ソーシャルワーク、家族の福祉、ホスピタルプレイ、についてそれぞれ研究していた。これまでの業績が評価され、2015年（平成27年）には静岡県立大学の学長表彰を受けている。
また、自身が代表を務める特定非営利活動法人である日本ホスピタル・プレイ協会が評価され、2010年（平成22年）にはこども環境学会より活動奨励賞を授与されている。2014年（平成26年）2月24日には、日本ホスピタル・プレイ協会は住友生命保険より未来を強くする子育てプロジェクト未来賞を授与されている。2015年（平成27年）11月19日には、中部圏社会経済研究所の企業＆NPO協働アイデアコンテストにて、日本ホスピタル・プレイ協会が最優秀賞を授与されている。2017年（平成29年）には、厚生労働省の健康長寿をのばそう！アワードにて、日本ホスピタル・プレイ協会が母子保健分野厚生労働省子ども家庭局長団体部門優良賞を授与されている。同年12月8日には、読売新聞グループと読売光と愛の事業団の読売福祉文化賞にて、日本ホスピタル・プレイ協会が一般部門を授与されている。同様に、2018年（平成30年）3月には、静岡県社会福祉協議会のしずおかの地域づくり活動賞にて、日本ホスピタル・プレイ協会が奨励賞を授与されている。

## 略歴
- 1990年 - 佛教大学大学院社会学研究科博士課程後期満期退学[1]。
- 2011年 - スティーヴンソン中等学校継続教育課程修了[1]。

## 賞歴
- 2010年 - こども環境学会活動奨励賞[7]。
- 2014年 - 未来を強くする子育てプロジェクト未来賞[7]。
- 2015年 - 静岡県立大学学長表彰[7]。
- 2015年 - 企業＆NPO協働アイデアコンテスト最優秀賞[7]。
- 2017年 - 健康長寿をのばそう！アワード母子保健分野厚生労働省子ども家庭局長団体部門優良賞[7][11]。
- 2017年 - 読売福祉文化賞一般部門[12]。
- 2018年 - しずおかの地域づくり活動賞奨励賞[13]。

## 著作

### 単著
- 松平千佳著『遊びに生きる子どもたち――ハイリスク児にもっと遊びを』金木犀舎、2020年。ISBN 9784909095046

### 編纂
- 松平千佳編著『プレイ・プレパレーション導入・実践の手引き』日総研出版、2014年。ISBN 9784776016977

### 翻訳
- 松平千佳編著、ノーマ・ジュン‐タイ・藤中隆久・ブロンディ・クーロウ共著、松平千佳・中村仁美訳『ホスピタル・プレイ入門――Hospital Play Specialistという仕事』建帛社、2010年。ISBN 9784767932651
- 松平千佳編著、フランシス・バーバラ・江原勝幸・森裕樹共著、松平千佳訳『実践ホスピタル・プレイ』創碧社、2012年。ISBN 9784903666037

### 註釈
1. ↑  スティーヴンソン中等学校は、のちにエディンバラ中等学校（Edinburgh College）の源流の一つとなった。なお、スティーヴンソン中等学校、および、エディンバラ中等学校は継続教育のための学校（Further Education college）であり、同じくエディンバラ市に所在するエディンバラ大学（University of Edinburgh）とは別の学校である。